# برج إن سول
برج إن سول (هانغل: N 서울 타워) أو برج سول واي تي ان والمعروف باسم برج نامسان أو برج سول هو رسميًا برج اتصال ومراقبة يقع على جبل نامسان في وسط العاصمة سول في كوريا الجنوبية. ويمثل البرج ثاني أعلى نقطة في سول إذ يبلغ ارتفاعه 236 مترا.
تم بناء البرج في عام 1971، وهو أول برج لموجات الراديو في كوريا الجنوبية من شأنه توفير البث التلفزيوني والإذاعي في سول. حاليا، يبث البرج إشارات لمنافذ الوسائط الكورية، مثل كي بي إس وإم بي سي وإس بي إس.

## نبذة تاريخية
تم بناء برج نامسام عام 1969 بتكلفة بلغت حوالي 2.5 مليون دولار أمريكي، وبعد إحدى عشر عاما تم افتتاحه للعموم عام 1980. في حين تم الانتهاء من برج سول في 3 ديسمبر 1971، والذي تم تصميمه من قبل المهندسين المعماريين في جانغ جونغ ريول دون تقديم التصميمات الداخلية للمنشأة. بتاريخ أغسطس 1975 تم إنشاء الطابق الثالث من سطح المرصد والمتحف وقاعة مفتوحة ومتجر للهدايا التذكارية بالإضافة إلى توفير المرافق الأخرى. ومع ذلك وعلى الرغم من الانتهاء من تشييد البرج، كان المرصد مغلقًا للجمهور حتى 15 أكتوبر 1980. منذ ذلك الحين، كان البرج معلمة لمدينة سول. يتراوح ارتفاع البرج من 236.7 م (777 قدم) من القاعدة إلى 479.7 م (1,574 قدم) فوق مستوى سطح البحر. وقد تم تغيير اسم البرج من برج سول إلى برج إن سول في عام 2005، حيت يشير الاسم «إن» إلى «جديد» و «نامسان» إلى «الطبيعة». بلغت تكلفته تجديد وإعادة تصميم البرج ما يقرب من 15 مليار وون كوري.
عندما اندمج مالك برج إن سول الأصلي مع CJ Corporation، تم تغيير اسم البرج إلى برج إن سول (الاسم الرسمي CJ Seoul Tower). كما يعرف أيضا باسم برج نامسان أو برج سول. وهو أيضاً أول برج موجة راديو عام في كوريا يحمل هوائيات الإرسال من عدة قنوات متل KBS و MBC و SBS TV و FM و PBC و TBS و CBS و BBS FM. تم تسجيل برج سيول الذي تم اختياره لتقييم خبراء السفر حول العالم وتفضيلات القارئ من ضمن 500 معلم جذب سياحي في العالم.

## معرض صور

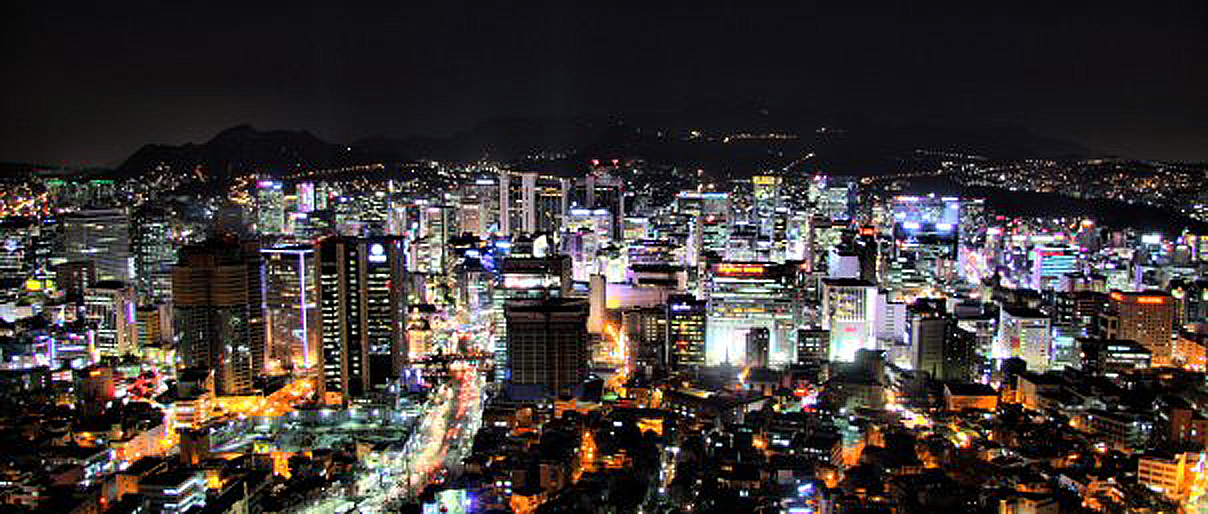
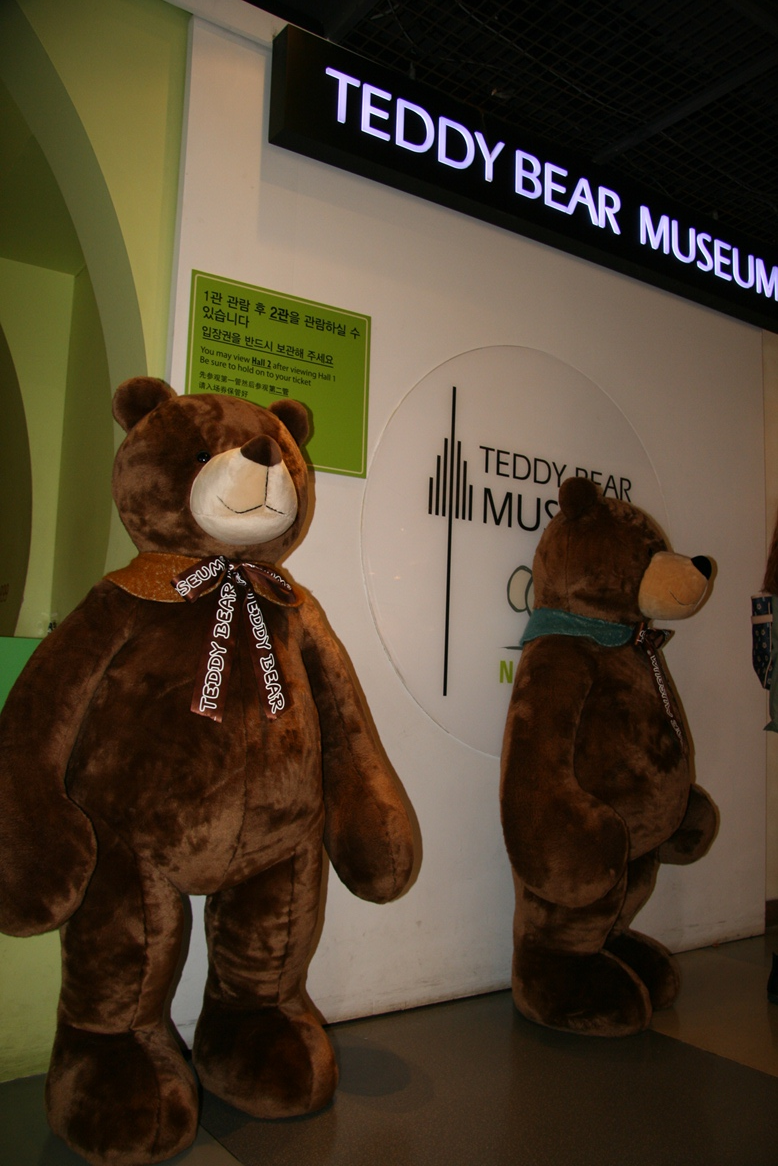
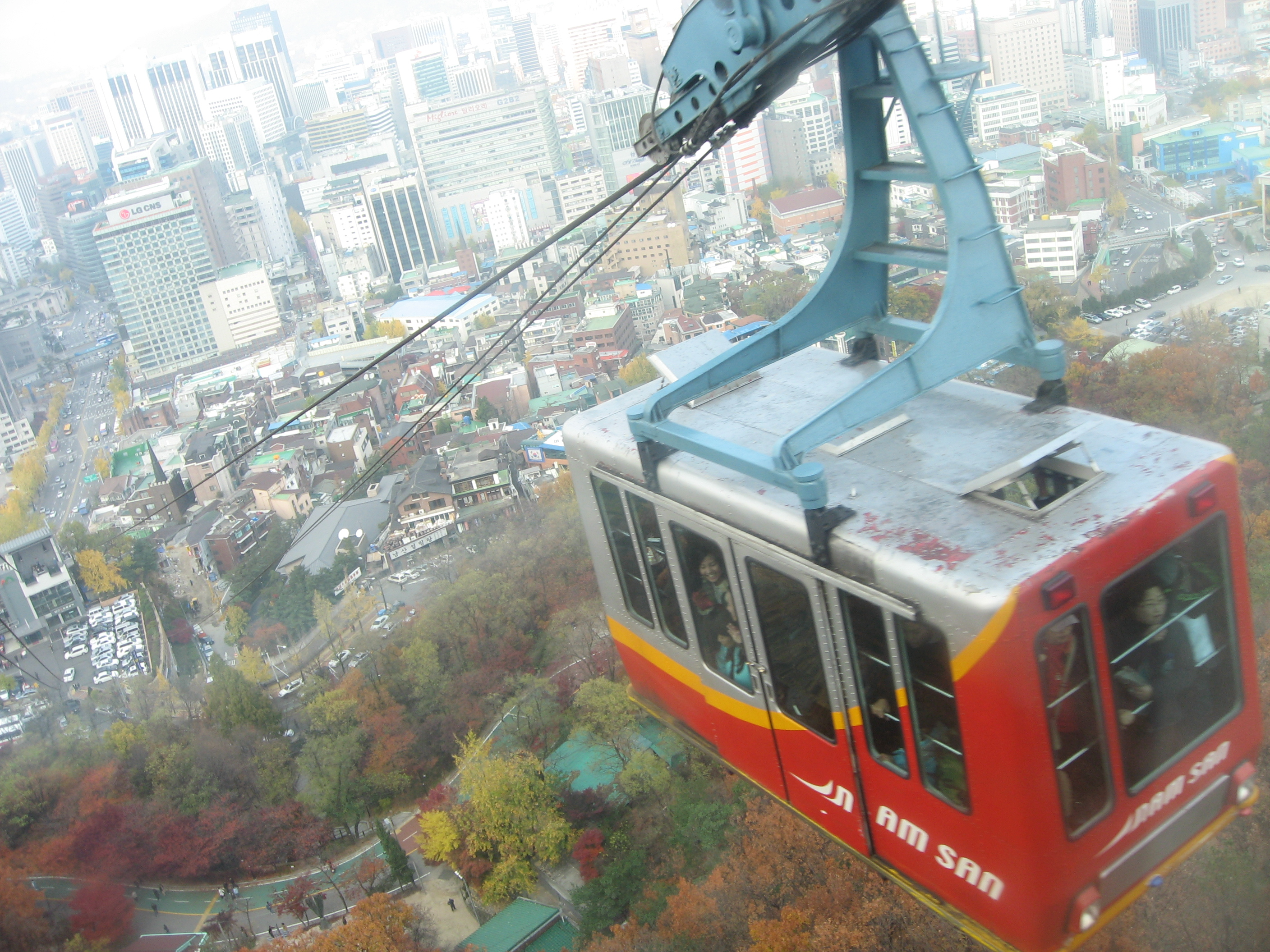
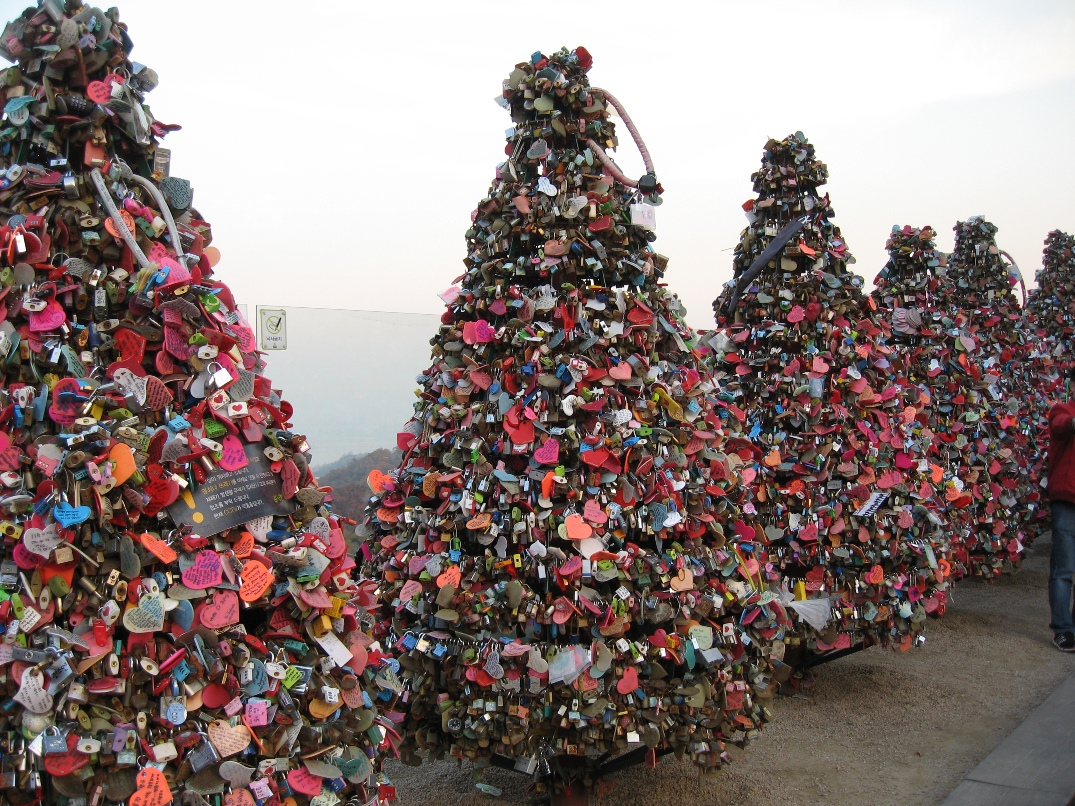